# Scorpaenopsis altirostris
Scorpaenopsis altirostris là một loài cá biển thuộc chi Scorpaenopsis trong họ Cá mù làn. Loài này được mô tả lần đầu tiên vào năm 1905.

## Từ nguyên
Từ định danh altirostris được ghép bởi hai âm tiết trong tiếng Latinh: alti ("cao") và rostris ("mõm"), hàm ý đề cập đến phần mõm ngắn và cao của loài cá này.

## Phân bố và môi trường sống
S. altirostris là loài đặc hữu của quần đảo Hawaii. Chúng thường sống trên nền cát hạt lớn trộn lẫn với vụn san hô và vỏ sò, độ sâu khoảng 79–134 m.

## Mô tả
Chiều dài lớn nhất được ghi nhận ở S. altirostris là 4,6 cm.
Số gai vây lưng: 12; Số tia vây lưng: 9; Số gai vây hậu môn: 3; Số tia vây hậu môn: 5.

## Sinh thái
Hầu hết các loài mù làn đều sống đơn độc và chỉ tập hợp để sinh sản.